# Stallerovo sedlo
Stallerovo sedlo (bav.: Schtolla Sottl; njem. Staller Sattel; tal. Passo Stalle, 2052 m), visoki je planinski prijevoj u lancu High Tauern u središnjim istočnim Alpama, koji povezuje dolinu Defereggen u istočnom Tirolu s dolinom rijeke Antholzer Bach u južnom Tirolu. Prijevoj čini granicu između Austrije i Italije, odvaja gorje Villgraten na jugoistoku od grupe Rieserferner na sjeverozapadu.

## Promet
Prijevoj je otvoren samo od svibnja do listopada od 5:30 do 22:15 i zabranjen je za prikolice i kamp prikolice. S talijanske strane vrlo je uska, na mjestima samo jednosmjerna, sa semaforima koji reguliraju kontratok. Promet iz Austrije dopušten je od početka svakog punog sata na petnaest minuta, a promet prema Austriji iz Italije dopušten je od 30. minute do 45. minute svakog sata.
Počevši od 2007. planirana je cestarina od 5 eura za automobile i motocikle, prihod koji će se dijeliti između Italije i Austrije, ali još nije proveden.

## Galerija
- Pogled na dolinu Defereggen i Obersee (Istočni Tirol, Austrija)
- Semafori u dolini Antholz na talijanskoj strani
- Pogled na dolinu Antholz (Italija) sa sedla Staller. Krajnje desno: Wildgall (3,272 m)

## Vanjske poveznice
|  | Zajednički poslužitelj ima još gradiva o temi Stallerovo sedlo |